# Ghiacciaio Fendley
Il ghiacciaio Fendley è un ghiacciaio lungo circa 31 km situato sulla costa di Pennell, nella regione nord-occidentale della Dipendenza di Ross, in Antartide. Il ghiacciaio, il cui punto più alto si trova a circa 1500 m s.l.m., ha origine nella parte settentrionale dei monti dell'Ammiragliato, in particolare da una posizione subito a ovest del picco Grandall, e da qui fluisce in direzione nord-nord-est, scorrendo lungo il versante occidentale della dorsale DuBrige, fino ad entrare nell'estremità occidentale della baia di Robertson, lambendo la costa sud-occidentale di un'isola tuttora senza nome, unendosi all'estremità occidentale del ghiacciaio Pitkevitch e alimentando la lingua di ghiaccio Simpson.

## Storia
Il ghiacciaio Fendley è stato mappato per la prima volta dallo United States Geological Survey grazie a fotografie scattate dalla marina militare statunitense (USN) durante ricognizioni aeree e terrestri effettuate nel periodo 1960-63, e così battezzato dal Comitato consultivo dei nomi antartici in onore del sergente dell'aeronautica militare statunitense Iman A. Fendley, morto nello schianto del suo Douglas C-124 Globemaster II avvenuto nelle vicinanze nel 1958.